# Пушкарі I
Пушкарі I — верхньопалеолітична стоянка в Новгород-Сіверському районі Чернігівської області (Україна). Розташована на високому правому березі Десни на Пушкарівському мисі поблизу села Пушкарі в околицях міста Новгород-Сіверська, поруч зі стоянками Погон і Бугорок (Пушкарі IX).
Стоянка має радіовуглецеве датування 20 тис. років тому (абсолютні дати в діапазоні від 19 010±220 до 21 000±400 років) і пов'язується з максимумом Валдайського зледеніння (вюрма). Стоянка Пушкарі I є давнішою, ніж сусідні стоянки — Чулатове II і, ймовірно, Мізинська.
1938 року на стоянці Пушкарі I знайдено коронку другого верхнього лівого моляра, що відрізнявся більшими розмірами і дещо примітивною будовою. Описав М. А. Гремяцький. 2010 року на території верхньопалеолітичної стоянки Пушкарі I виявлено зуб, ідентифікований як верхній другий лівий премоляр (Р2).
Загальний характер кремінного інвентарю свідчить про те, що стоянка Пушкарі була стоянкою-майстернею з розщеплення кременю, так само, як і деякі верхньопалеолітичні пам'ятки Руської рівнини: Хотильове II, Зарайськ, Гагарино, Єлисеєвичі I, Тимонівка I. Серед верхньопалеолітичних стоянок України стоянка Пушкарі I за своїм кременевим інвентарем стоїть осібно, нагадуючи східноґраветтські стоянки Костенки I, Борщове I, Гагарино і Бердиж.
Стоянки Пушкарі I, Межиріцька, Добраничівська, Тимонівка I, Тимонівка II, Супонєво, Юдинове, Гінці, Кирилівська, Мізинська, Радомишль, Бердиж, Авдіївська і Хотильове II утворюють Дніпро-Деснинський район мисливців на мамутів. Пушкарі I входить до складу Новгород-Сіверського палеолітичного району разом зі стоянками Новгород-Сіверська, Чулатове, Мізин, Бужанка.